# 코시마 쇼
코시마 쇼(Cosima Shaw, 1972년 7월 20일 ~ )는 독일의 배우, 영화배우이다.
베를린에서 태어났다.

## 영화
- 주피터 (2019년)
- 미래경찰 (2015년) - 엘렌 암브로 역
- 대니쉬 걸 (2015년) - 병원 접수 담당자 역
- 파파도포울로스 & 쏜즈 (2012년)
- 모스크바 탈출 (2012년) - 안드레아 버거 역
- 파인딩 조이 (2011년)